# Trilacuna songyuae
Espèce
Trilacuna songyuae est une espèce d'araignées aranéomorphes de la famille des Oonopidae.

## Distribution
Cette espèce est endémique de Chongqing en Chine,. Elle se rencontre dans le district de Jiangjin.

## Description
Le mâle holotype mesure 1,87 mm et la femelle paratype 1,91 mm.

## Systématique et taxinomie
Cette espèce a été décrite par Tong et Li en 2018.

## Étymologie
Cette espèce est nommée en l'honneur de Song-yu Lyu.

## Publication originale
- Tong, Guan & Li, 2018 : « Two new species of the genus Trilacuna from Chongqing, China (Araneae, Oonopidae). ZooKeys, vol. 771, p. 41-56 (texte intégral).